# فرودگاه ایالتی جزیره بلاک
فرودگاه ایالتی جزیره بلاک (به انگلیسی: Block Island State Airport) یک فرودگاه همگانی بهره‌برداری هوایی با کد یاتا BID است که یک باند فرود آسفالت دارد و طول باند آن ۷۶۳ متر است. این فرودگاه در شهر بلاک آیلند کشور ایالات متحده آمریکا قرار دارد و در ارتفاع ۳۳ متری از سطح دریا واقع شده‌است.